# 正字通
《正字通》，明末張自烈撰，凡12卷。
《正字通》是清初著名的字典，收字依子丑寅卯等十二地支排列，共12卷，部首与梅膺祚《字彙》相同，皆為214部。正字通共收字33,549字，资料詳博，引用佛道、医药、方技，乃至於奇闻異事，唯過份繁雜，有時一字重見於兩部，是其缺點，《四庫全書總目·卷四三·正字通》評「徵引繁蕪，頗多舛駁。又喜排斥许慎《说文》，尤不免穿凿附会，非善本也。」。
《正字通》本為張自烈手稿，题《字彙辯》（1627），是作为《字汇》（1615）的补充。其友廖文英买下手稿，改名为《正字通》出版（1671），廖文英在自序中並未提及張的名字，頗為後世所譏。《正字通》風行一時，多次重刊，直到被《康熙字典》取代為止。张自烈是江西宜春人，因此《正字通》中輯有不少方言俗语，《康熙字典》時而不取，故《正字通》仍有一定價值。《正字通》內容博洽，有不少學者為其注解，如：徐文靖《正字通略記》4卷，胡宗緒《正字通芟誤》。

## 外部連結
- 《正字通》掃描版 （页面存档备份，存于） - 中國哲學書電子化計劃
- 古屋昭弘：〈《正字通》版本及作者考 （页面存档备份，存于）〉。